# Karma
Kárma (sanskrtsko कर्म, pali kamma) je izraz, ki označuje ezoterični pomen vzrokov in posledic, ki sledijo vsakemu dejanju. Karma zaobjema pravzaprav vse, kar počnemo, smo počeli in bomo počeli. Gre za dejanja v preteklosti, sedanjosti in prihodnosti. Dejanja, ki jih počnemo danes namreč določajo našo prihodnost, dejanja, ki smo jih opravili v preteklosti pa določajo našo sedanjost.
Beseda izvira iz sanskrta [[[:en:wikt:कर्मन्|कर्मन्]]] Napaka: {{Transl}}: transliteration text not Latin script (pos $1) (pomoč): kárman, iz korena √kṛ, kar pomeni delati, dejanje, učinek. 

## Zakon karme
»Zakon karme« je osrednji del indijskih religij. Vsa živa bitja so odgovorna za svojo karmo - svoje ravnanje in posledice svojega ravnanja - ter za osvoboditev iz samsare. To pojmovanje se pojavi že v prvih Upanišadah. V skladu z Vedami ne obstaja nič, kar ne bi bilo živo. Zakon karme se torej nanaša na vse, kar obstaja. Del zakona karme, ki se nanaša na materialni svet, je tudi Newtonov tretji zakon akcije in reakcije. Karma je torej posplošenje Newtonovega tretjega zakona akcije in reakcije na vse stvarstvo. Vsak lahko razume nihalo, ki se po vsakem gibu v eno smer mora nagniti tudi v drugo, težje pa je razumeti, da so tudi vse naše misli, besede in dejanja ter usoda v celoti, vključno z našim obstojem, prav tako posledica naših preteklih akcij. 
Esenska tradicija in pozneje rožnokrižniške šole učijo o »zakonu vzroka in posledice/učinka« Vendar krščanska ezoterična tradicija dodaja, da je bistvo Kristusovega učenja, da lahko zakon greha in smrti premagamo z Ljubeznijo, ki obnavlja nesmrtnost.

## Izjeme
Dejanja ne ustvarjajo (dobre ali slabe) karme, kadar jih vrši oseba v stanju mokše ali osvoboditve. Taka oseba se imenuje »Stithaprajna«. Monist Adi Sankara je učil »Akarmaiva Mokša«, kar pomeni, da je mokšo mogoče doseči le z dejanji, ne pa s trudom. Vsa dejanja, ki jih oseba izvrši v stanju mokše, se imenujejo dharma.

## Kolektivna karma
Po indijski religiji pa vse karmične naloge niso neposredno povezane z našo osebnostjo, temveč se nanašajo na skupine ljudi, države, svet... To je tako imenovana kolektivna karma, ki jo doživljamo preko vojne, potresov, lakote, globalne gospodarske krize, kar pospešuje prebujanje in predstavlja rezervoar izkušenj celotnega človeštva. Kolektivna karma je brezosebna, sestavljena je iz energijskih prapodob (arhetipov), ki se jim lahko približamo preko mitov, sanj in fantazij.